# Columbia (Virginie)
Pour les articles homonymes, voir Columbia.
Columbia est une census-designated place située dans le comté de Fluvanna, dans l’État de Virginie, aux États-Unis. Lors du recensement de 2020, elle comptait 72 habitants.